# Károlyi Sári
Károlyi Sári, született: kanizsai Kumberger Sarolta Katalin Mária (Kisbecskerek, 1890. november 30. – Budapest, Terézváros, 1974. szeptember 24.) színésznő.

## Élete
Kumberger Péter Pál és Nagel Katalin leányaként született. Színészakadémiát végzett, majd 1911-ben Hidvégi Ernőnél kezdte a pályát, drámai hősnői szerepkörben. Szatmár, Kecskemét és Debrecen színpadjain aratta nemsokára újabb sikereit. Ezután filmszínésznő lett. 1917. május 8-án házasságot kötött Turi Elemér színésszel Budapesten, az Erzsébetvárosban. Az első világháború után a Várszínház kiváló együttesének egyik dísze volt. Mint szavalóművésznő is sikert aratott úgy a fővárosban, mint az ország nagyobb városaiban. Fiatalon vonult vissza a művészpályától.